# Raïon de Stowbtsy
Le raïon de Stowbtsy (en biélorusse : Стаўпецкі раён, Stawpetski raïon) ou raïon de Stolbtsy (en russe : Столбцовский район, Stolbtsovski raïon) est une subdivision de la voblast de Minsk, en Biélorussie. Son centre administratif est la ville de Stowbtsy.

## Géographie
Le raïon couvre une superficie de 1 884,52 km2, dans l'ouest de la voblast. Il est limité au nord par le raïon de Valojyn, à l'est par le raïon de Dziarjynsk, le raïon d'Ouzda et le raïon de Kapyl, au sud par le raïon de Niasvij et à l'ouest par la voblast de Brest (raïon de Karelitchy, raïon de Navahroudak et raïon d'Iwie).

## Histoire
Le raïon de Stowbtsy a été créé le 15 janvier 1940 dans la Pologne orientale envahie par l'Armée rouge en septembre 1939 et annexée peu après par l'Union soviétique.

## Population

### Démographie
Les résultats des recensements de la population (*) font apparaître une baisse presque continue de la population depuis 1959. Ce déclin s'est accéléré dans les premières années du XXIe siècle :
Recensements (*) ou estimations de la population :
| 1959*  | 1970*  | 1979*  | 1989*  | 1999*  | 2009*  |
| ------ | ------ | ------ | ------ | ------ | ------ |
| 60 887 | 58 424 | 52 871 | 49 146 | 47 653 | 42 007 |

### Nationalités
Selon les résultats du recensement de 2009, la population du raïon se composait de quatre nationalités principales :
- 75,1 % de Biélorusses ;
- 18,4 % de Polonais ;
- 5,8 % de Russes ;
- 1,1 % d'Ukrainiens.

### Langues
En 2009, la langue maternelle était le biélorusse pour 80,75 % des habitants du raïon de Stowbtsy et le russe pour 18,3 %. Le biélorusse était parlé à la maison par 55,5 % de la population et le russe par 42,6 %.